# Franciszek Piltz
Franciszek Piltz (ur. 13 lipca 1895 roku w Pniewie koło Kutna, zm. 8 lipca 1941 w Warszawie) – polski działacz komunistyczny, filozof, publicysta.

## Życiorys
Pochodził z rodziny kolejarskiej. Dzieciństwo spędził w trudnych warunkach materialnych. W 1911 roku został uczniem progimnazjum Topolińskiego w Płocku. Maturę otrzyma w Gimnazjum Macierzy Szkolnej. Już w okresie szkolnych związał się ściśle z ruchem postępowym. Mając 16 lat wstąpił do PPS-Lewicy, był także członkiem Związku Młodzieży Postępowej. Ściśle wówczas współpracował z Marianem Pakulskim, później znanym działaczem komunistycznym. Należał do redaktorów pisemka uczniowskiego Do Dzieła. W latach 1915–1916 współredagował z Eugeniuszem Przybyszewskim i Pakulskim Głos Robotniczy. Jednocześnie cały czas prowadził na terenie Płocka i pobliskiej okolicy agitację komunistyczną oraz działalność niepodległościową. Był dwukrotnie aresztowany i w 1917 roku skazany przez sąd niemiecki na śmierć. Dzięki interwencji Stefanii Sempołowskiej oraz Stanisława Patka wyrok uchylono i latem 1918 roku Piltz odzyskał wolność. Powrócił do Płocka, gdzie kontynuował swoją wcześniejszą działalność. W grudniu 1918 roku został członkiem Komunistycznej Partii Robotniczej Polski. W tymże roku podjął studia na wydziale filozoficznym Uniwersytetu Warszawskiego. Po rozpoczęciu pracy zawodowej w Miejskim Urzędzie Statystycznym w Warszawie, ograniczył swoją działalność polityczną. Rozpoczął natomiast działalność publicystyczną. W 1926 roku został redaktorem Sprawozdań z działalności Samorządu m. st. Warszawy, gdzie pomieścił kilkadziesiąt własnych artykułów. Drukował także w Kronice Warszawy oraz wydał pod pseudonimem R. Łomnicki dwie książki: Komuna Paryska (Warszawa 1924) i Proletariat kolorowy w koloniach (Warszawa 1934). Jako publicysta wypowiadał się na tematy społeczne i kulturalne. Próbował również przekładu. Interesował się filozofią oraz sportem, współpracując przez pewien czas z pismem Sport Wodny. Zmarł w 1941 w Warszawie. 